# Nõmmküla (stacja kolejowa)
Nõmmküla – stacja kolejowa w miejscowości Nõmmküla, w prowincji Virumaa Zachodnia, w Estonii. Położona jest na linii Tapa - Tartu. Na stacji brak jest infrastruktury do obsługi ruchu pasażerskiego.